# جورج ستيرن
جورج ستيرن (بالفرنسية: Georges Stern)‏ هو فارس فرنسي، ولد في 1882، وتوفي في 1 أكتوبر 1928.